# Lucie Nesnídalová
Lucie Nesnídalová (Rokycany, 31 de julio de 2002) es una deportista checa que compite en piragüismo en la modalidad de eslalon.
Ganó una medalla de plata en el Campeonato Mundial de Piragüismo en Eslalon de 2021 y una medalla de oro en el Campeonato Europeo de Piragüismo en Eslalon de 2025, ambas en la prueba de K1 por equipos.

## Palmarés internacional
| Campeonato Mundial | Campeonato Mundial         | Campeonato Mundial | Campeonato Mundial |
| Año                | Lugar                      | Medalla            | Competición        |
| ------------------ | -------------------------- | ------------------ | ------------------ |
| 2021               | Bratislava (Eslovaquia)    | Medalla de plata   | K1 por equipos     |
| Campeonato Europeo |                            |                    |                    |
| Año                | Lugar                      | Medalla            | Competición        |
| 2025               | Vaires-sur-Marne (Francia) | Medalla de oro     | K1 por equipos     |